# Lycosa chaperi
Lycosa chaperi är en spindelart som beskrevs av Simon 1885. Lycosa chaperi ingår i släktet Lycosa och familjen vargspindlar. Inga underarter finns listade i Catalogue of Life.